# ISAM
En informàtica i concretament en el camp de les bases de dades ISAM són les inicials de Indexed Sequential Access Method un mètode per emmagatzemar dades i poder-les consultar ràpidament. ISAM va ser elaborat originalment per IBM per a mainframes i actualment és un sistema bàsic d'emmagatzemament present en molts sistemes gestors de base de dades relacionals.
En un sistema ISAM, les dades s'organitzen en registres que estan formats per camps de longitud fixa. Els registres s'emmagatzemen de forma seqüèncial originalment pensat per a treballar amb sistemes de cinta (accés seqüencial). Un conjunt secundari de taules de hash conegut com a índexs contenen punters als registres de forma que els registres individuals de la taula es puguin obtenir sense haver de buscar per tot el conjunt de dades.
Aquest sistema és la contraposició de les llistes encadenades on els punters a altres dades es troben dins dels mateixos registres. La clau de la millora d'ISAM és que els índexs són petits i ràpids de cercar, permeten a la base de dades accedir només als registres que necessita.
Un sistema gestor de base de dades relacional pot implementar fàcilment ISAM afegint la lògica necessària per mantenir els enllaços entre els taules. Típicament el camp utilitzant com a enllaç (la clau forana) és indexada per tal que sigui ràpida de cercar.
ISAM és molt senzill d'entendre i d'implementar, ja que bàsicament consisteix en un accés directa i seqüencial a un fitxer de base de dades. També cal destacar que és una operació barata. El principal inconvenient és que cada usuari client ha de gestionar la seva pròpia connexió per a cada fitxer al que accedeix fet que a més implica la possibilitat que hi hagi conflictes d'inserció que portin a inconsistències a la base de dades. Això típicament ho soluciona el gestors de bases de dades en un entorn client-servidor fent que els clients accedeixen per ordre i cadascú al seu torn als fitxers de la base de dades.
ISAM ha estat reemplaçat a IBM per una tecnologia anomenada VSAM (Virtual Storage Access Method). Poc temps després IBM va desenvolupar DB2 que és el gestor de base de dades promogut per IBM des del 2004
MySQL implementa una extensió d'ISAM anomenada MyISAM.
Borland Paradox és un altre exemple.